# Liu Xiaobo (taekwondista)
Liu Xiaobo (Pequim, 16 de janeiro de 1984) é um ex-taekwondista chinês.
Liu Xiaobo competiu nos Jogos Olímpicos de 2008 e 2012, na qual conquistou a medalha de bronze, em 2012.